# Große Synagoge (Berestetschko)

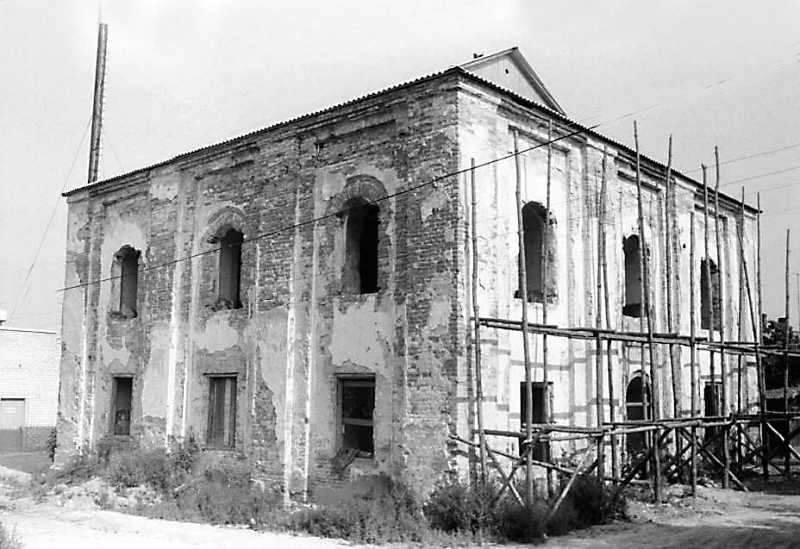
Synagogengebäude 1990

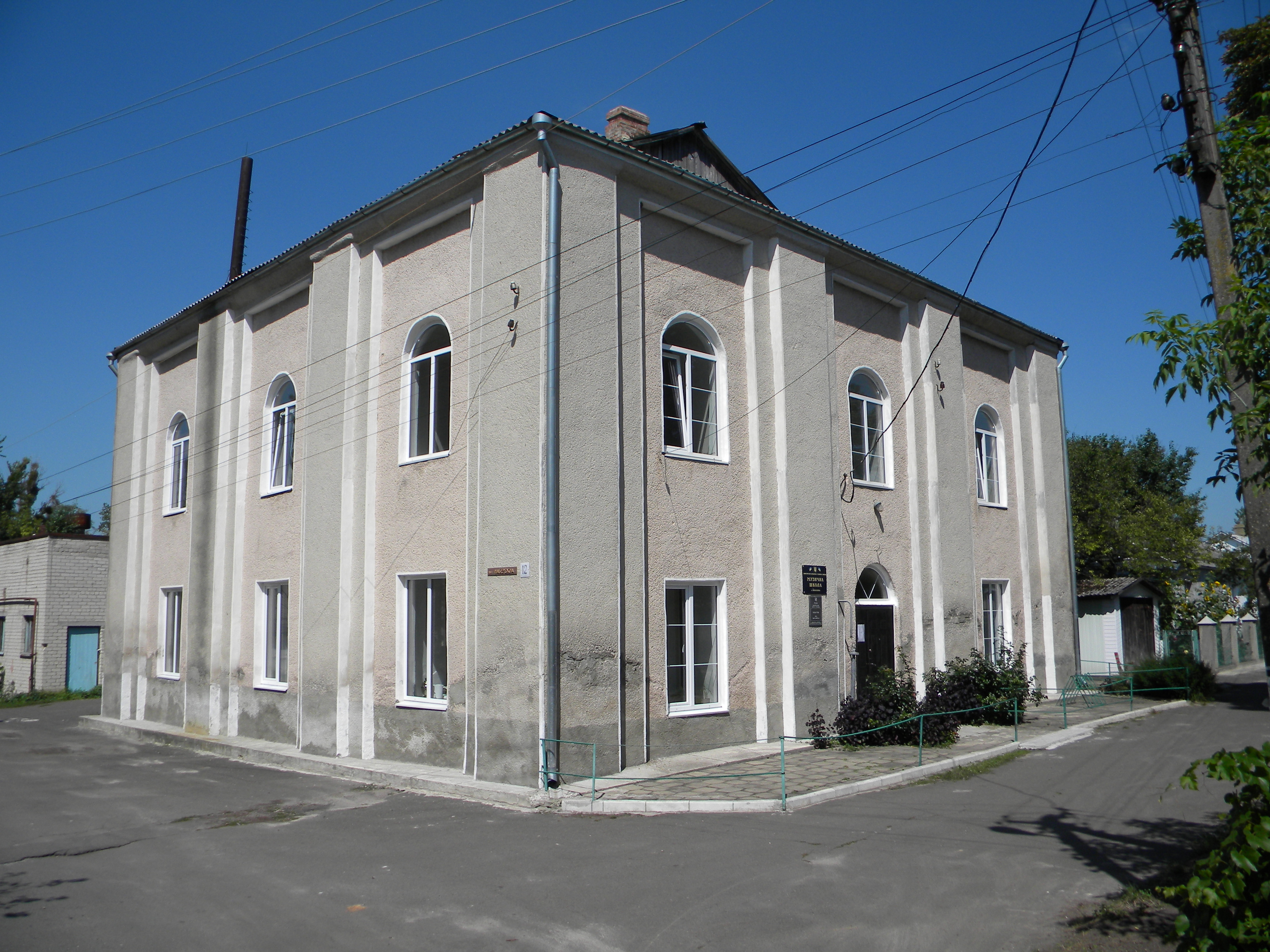
Synagogengebäude 2019

Mit dem Bau der Großen Synagoge in Berestetschko in der ukrainischen Oblast Wolyn wurde 1827 begonnen.  Für viele Jahre gab es aber keinen Fortschritt, so dass das Gebäude erst 1885 fertiggestellt wurde.

## Geschichte
Während der deutschen Besetzung im Zweiten Weltkrieg wurde die jüdische Bevölkerung ermordet. Das Gebäude wurde beschädigt und die Inneneinrichtung zerstört.
Nach dem Krieg wurde die Synagoge zu einer Wurstfabrik umgebaut. Dabei blieb nur der Kern der Haupthalle erhalten; alle Anbauten und auch die vier Pfeiler in der Mitte wurden abgerissen. Eine zweite Etage wurde eingezogen, beide Stockwerke erhielten Korridore und Räume.  Unterhalb der Fenster wurde eine weitere Reihe rechteckiger Fenster durch die Wand gebrochen. Ein neuer Eingang wurde im Südosten an der Stelle eingefügt, wo sich der Toraschrein befand.
Die Fabrik wurde später aufgegeben, und das Gebäude war 1990 nahezu verfallen. 1992 wurde es aber renoviert und zu einer Musikschule umgebaut. Es ist ein geschütztes Bauwerk.

## Architektur
Von dem ursprünglichen äußeren Aussehen sind keine Fotos vorhanden, sondern nur Zeichnungen des Architekten Konstantin Rasturchanow, der auch viele Gebäude der Russisch-Orthodoxen Kirche entworfen hat.
Die Haupthalle hatte in der Mitte vier massive, rechteckige Pfeiler, wodurch die Decke in neun gleich große Felder aufgeteilt wurde; ein Stilelement vieler Synagogen in Galizien und Wolhynien. Die acht äußeren Felder hatten ein Kreuzgewölbe und das Innere die Form einer Kuppel. Zwischen den Pfeilern in der Mitte der Haupthalle befand sich die achteckige Bima mit einem gusseisernen Geländer.
Die Synagoge war nicht streng ost-westlich ausgerichtet; der Eingang war im Nordwesten und die Wand mit dem Toraschrein im Südosten. Die Vorhalle war zweigeschossig. Haupt- und Vorhalle hatten ein Walmdach. Dazu kamen zwei eingeschossige Anbauten an die Vorhalle.
Die Rückwand und die Seitenwände waren durch Pilaster in je drei gleich große Felder unterteilt; in jedem dieser Felder befand sich in größerer Höhe ein Rundbogenfenster.
Der zweigeschossige Toraschrein befand sich in der Mitte der südöstlichen Wand. Er war kunstvoll aus Holz geschnitzt und mehrfarbig. Im unteren Teil waren die Torarollen untergebracht. Im oberen Teil waren die Gesetzestafeln und über diesen segnende Hände zu sehen. Abgeschlossen wurde das Ganze durch einen Ziergipfel.